# Hrachová klobása

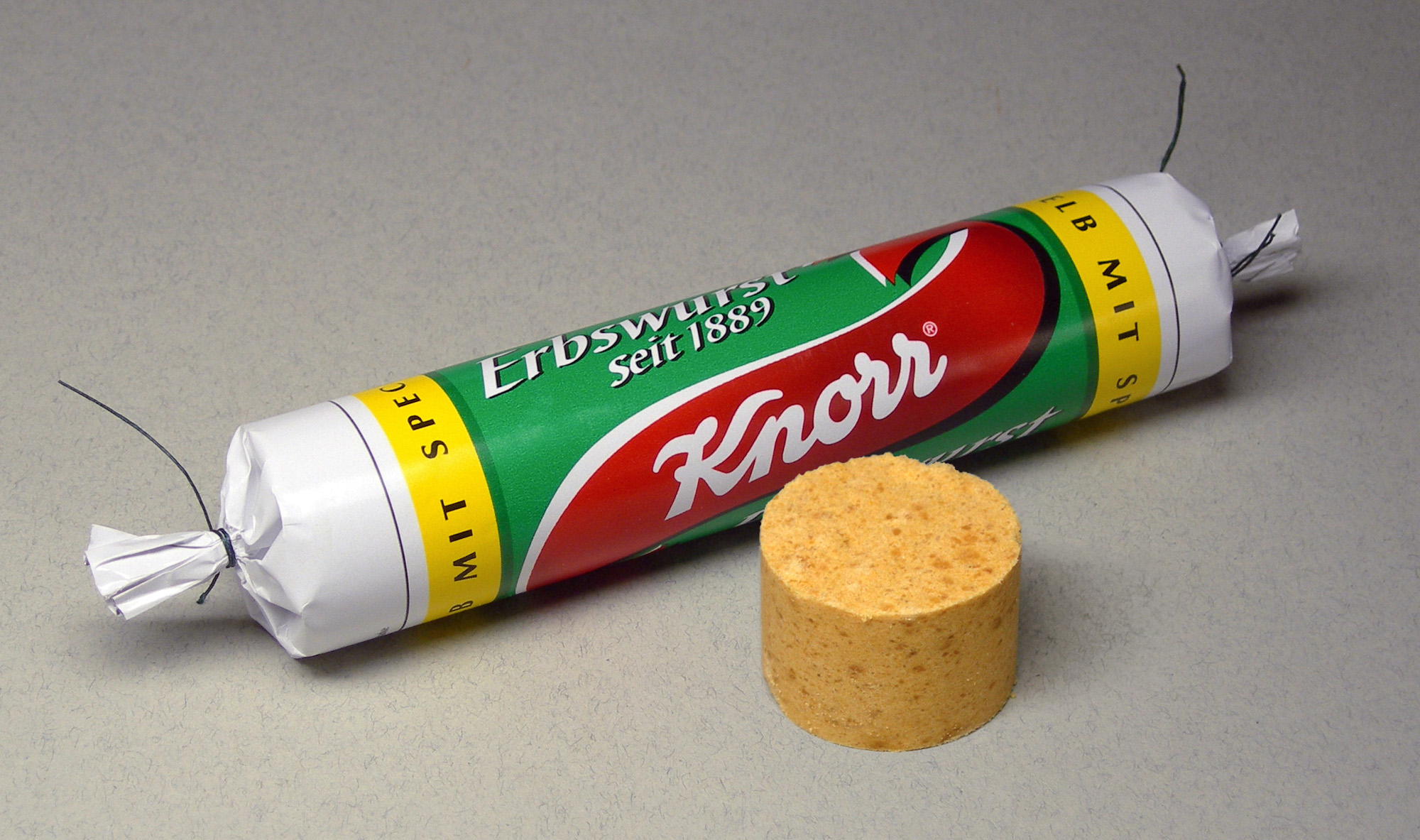
Současná hrachová klobása od firmy Knorr

Hrachová klobása či též hrachový vuřt (německy Erbswurst) byl možná historicky první instantní polévkou.
Tímto názvem byl pojmenován papírový balíček velikosti vuřtu, který obsahoval slisovanou hrachovou mouku, špek, sůl a koření. Z této směsi bylo po přidání horké vody možné připravit porci hrachové polévky. Postup byl patentován Johannem Heinrichem Grünebergem, majitelem berlínské konzervárny Knorr. V roce 1869 byl patent zakoupen za 35 000 tolarů pruskou armádou a posléze masově využit ve válce s Francií v letech 1870 a 1871.